# ستان ليونارد
ستان ليونارد (بالإنجليزية: Stan Leonard)‏ (1 يناير 1924 في المملكة المتحدة - 1 أغسطس 1995) هو لاعب كرة قدم ويلزي في مركز جناح ‏. لعب مع نادي تشستر سيتي.